# 刘宝善
刘宝善（？—？）籍贯不详，中华民国军事将领。

## 生平
在1920年直皖战争中，皖系的第15师自琉璃河撤退时，恰逢河水暴涨，大量士兵溺亡，该师师长刘询也落河，被士兵救起。15师29旅旅长张国溶、 30旅旅长刘宝善乃联络吴佩孚达成停战协定，15师全部归顺直系。
1921年11月8日，大总统令任命顾琢塘为陆军第七师步兵第十三旅旅长，刘宝善为步兵第十四旅旅长。1924年3月19日，大总统发布免去刘宝善改任张擅枢为第七师第十四旅旅长令。
1922年3月24日，大总统令任命吴新田督办陕西军务，刘宝善任陕南镇守使。1923年12月12日，刘宝善获将军府耀威将军。